# Gonzalo Sorondo
Gonzalo Sorondo Amaro (Montevideo, 9 d'octubre de 1979) és un futbolista internacional uruguaià nacionalitzat brasiler el 2009. Es va retirar l'any 2013.

## Biografia
Sorondo va començar a jugar professionalment al Defensor Sporting Club de Montevideo, per després anar a l'Inter de Milà. El 2003 va ser cedit a l'Standard de Liège. El club anglès Crystal Palace el va contractar l'agost de 2004 per jugar a la primera divisió. El juliol de 2005 va ser cedit al Charlton Athletic, renovant per aquest altre club anglès un cop va obtenir un permís de treball i residència al Regne Unit.
Va ser un jugador regular de la selecció de futbol de l'Uruguai, debutant el 15 d'agost del 2000 en un partit contra Colòmbia. També va formar part de la selecció uruguaiana que va participar en la Copa del Món de futbol de 2002.
El 2007, després d'haver deixat la lliga anglesa, Sorondo va tornar a l'Uruguai per jugar de nou al Defensor Sporting Club. Poc després va fitxar per l'SC Internacional del Brasil. Va obtenir la ciutadania brasilera el 3 de setembre de 2009.